# Moxostoma pappillosum
Moxostoma pappillosum és una espècie de peix de la família dels catostòmids i de l'ordre dels cipriniformes.

## Morfologia
Els mascles poden assolir els 45 cm de longitud total.

## Distribució geogràfica
Es troba a Nord-amèrica: des de Virgínia fins a Carolina del Sud.